# 湯江町
湯江町（ゆえまち）は、長崎県北高来郡にあった町。1956年（昭和31年）に西側に位置する小江村および深海村と合併し、高来町となった。
現在の諫早市高来地域の東部にあたる。

## 地理
- 山：多良岳、五家原岳、烏帽子岳、烽火山
- 河川：境川、湯江川
- 溜池：柳原溜池

## 沿革
- 1889年（明治22年）4月1日 - 町村制施行により、湯江村と宇良村が合併し北高来郡湯江村が発足。
- 1934年（昭和9年）3月24日 - 日本国有鉄道有明西線（のち長崎本線）が開業し、当村域に湯江駅が設置される。
- 1940年（昭和15年）3月24日 - 湯江村が町制施行。湯江町となる。
- 1956年（昭和31年）9月20日 - 湯江町・小江村・深海村が合併して高来町が発足し、湯江町は自治体として消滅。

## 地名
名を行政区域とする。また、名の名称に「湯江」「宇良」の大字を冠する。
大字湯江
- 黒崎名
- 神津倉名（こうづくら）
- 小峰名
- 里名
- 三部壱名（さんぶいち）
- 善住寺名
- 法川名
- 平原名（ひらばる）
- 町名

大字宇良（うら）
- 泉名
- 金崎名
- 汲水名
- 黒新田名（くろんた）[3]
- 坂元名
- 水ノ浦名
- 溝口名
- 山道名

## 交通

### 鉄道
日本国有鉄道
- 長崎本線

（小江村） - 湯江駅 - （小長井村）

## 学校
- 湯江小学校
- 湯江中学校

## 名所・旧跡
- 多良岳ツクシシャクナゲ群叢[4]
- 善神さん古墳
- 轟峡